# Хуан Ин-бом
Хуан Ин-бом (на корейски: 황인범) е южнокорейски футболист, играещ като полузащитник за нидерландския Фейенорд. Участник в Купата на Азия 2023, като отбелязва първия гол срещу Бахрейн при победата с 3:1.

## Успехи
Южна Корея до 23 г.
- Азиатски игри
  -  Шампион (1): 2018

 Южна Корея до 23 г.
- Шампионат на Източна Азия
  -  Шампион (1): 2019